# Еуген Бежінару
Еуген Бежінару (рум. Eugen Bejinariu; нар. 28 січня 1959, Сучава) — румунський політик і член Соціал-демократичної партії (СДП). Він працював тимчасовим прем'єр-міністром Румунії в період між 21 і 28 грудня 2004 року, коли прем'єр-міністр Адріан Нестасе, який щойно був переможений на президентських виборах Траяном Бесеску, подав у відставку і став президентом Палати депутатів.
Бежінару був міністром координації уряду в кабінету Нестасе, приєднавшись до уряду після тривалого перебування на посаді голови Державного департаменту протоколу Румунії.